# ماری دیترویر
ماری دیترویر (انگلیسی: Marie Detruyer؛ زادهٔ ۱۳ ژانویهٔ ۲۰۰۴) بازیکن فوتبال اهل بلژیک است که در حال حاضر برای باشگاه فوتبال زنان اینتر میلان در هافبک گراز بازی می‌کند. 
از باشگاه‌هایی که در آن بازی کرده است می‌توان به او هورلی لوون و اینتر میلان اشاره کرد.
وی همچنین در تیم ملی فوتبال زنان بلژیک بازی کرده است.

## دوران حرفه‌ای
ماری دیترویر، زاده شهر دیلبیک، فوتبال را از پنج سالگی در باشگاه وربرودرینگ بیرسل-درونبوس آغاز کرد. استعداد ذاتی او از همان سال‌های نخست مشهود بود.
در سن ۱۰ سالگی، او در یک جلسه تمرینی در آکادمی فوتبال وتبالاکادمی-نت واقع در پارک اُسبروک شهر آلست همراه با برخی هم‌تیمی‌هایش از وربرودرینگ شرکت کرد. این تمرین نقطه عطفی در زندگی حرفه‌ای او بود، چرا که توجه مایکل دِ میست، بازیکن فوتبال سابق و مربی جوانان اندراخت آلست را جلب کرد. مهارت‌های خارق‌العاده او با توپ چنان چشمگیر بود که از او در ویدیوهای آموزشی تمرینات تکنیکی استفاده شد.
دِ میست با باشگاه سابق خود در آلست تماس گرفت. علی‌رغم سیاست معمول این باشگاه در عدم پذیرش بازیکنان دختر، آنها برای یک جلسه تمرین به او فرصت دادند. عملکرد درخشان ماری، مدیریت باشگاه را متقاعد کرد که با استثنا قائل شدن، او را به عنوان اولین دختر در تیم پسران اِندراخت ثبت نام کنند.
پس از یک سال حضور در تیم جوانان خنت، دیترویر در سال ۲۰۱۹ به اود-هوورلی لوون پیوست. در اولین فصل حضورش، دو بار به عنوان بازیکن ماه (اکتبر ۲۰۱۹ و نوامبر ۲۰۲۱) انتخاب شد. این موفقیت‌ها نشان‌دهنده رشد سریع او در لیگ حرفه‌ای بود.
در فصل ۲۲-۲۰۲۱، تیم لوون با وجود پیروزی ۱-۰ مقابل آندرلخت قهرمان، به مقام نایب قهرمانی لیگ دست یافت. این نتیجه نشان داد که دیترویر و هم‌تیمی‌هایش پتانسیل رقابت با بهترین‌های لیگ را دارند.
در مه ۲۰۲۲، او برای اولین بار نامزد دریافت جایزه "فوتبالیست حرفه‌ای سال" بلژیک شد. رقابت او با بازیکنان بزرگی مانند تسا وولارت از آندرلخت و ماری مینارت از کلاب یو ال ای نشان از جایگاه رو به رشدش داشت. اگرچه در دو فصل متوالی (۲۰۲۲ و ۲۰۲۳) این جایزه را از دست داد، اما اختلاف امتیاز او با برندگان (لور ژاکوبز و استفانیا واتافو از آندرلخت) تنها چهار امتیاز بود که خود گواهی بر عملکرد درخشان این هافبک جوان بود.

## دوران ملی
دیترویر در ۱۲ ژوئن ۲۰۲۱ و در بازی مقابل لوکزامبورگ اولین بازی ملی خود را برای بلژیک انجام داد.
اگرچه او در ترکیب بلژیک برای مسابقات قهرمانی فوتبال زنان اروپا ۲۰۲۲ حضور نداشت (جایی که بلژیک در یک چهارم نهایی ۱-۰ مغلوب سوئد شد)، اما نقش کلیدی در راهیابی تیمش به مسابقات قهرمانی فوتبال زنان اروپا ۲۰۲۵ ایفا کرد. او در هر دو بازی فینال پلی‌آف مقابل اوکراین در ترکیب اصلی قرار داشت.

## شیوه بازی
پیشرفت مستمر ماری دیترویر در سال‌های اخیر، او را به یکی از امیدهای اصلی فوتبال زنان بلژیک تبدیل کرده است. کارشناسان معتقدند با توجه به سن کم و پتانسیل بالایش، می‌تواند در سال‌های آینده به یکی از ستاره‌های این رشته در سطح اروپا تبدیل شود. سبک بازی هوشمندانه، دیدگاه تاکتیکی پیشرفته و توانایی کنترل میانه میدان از مهم‌ترین ویژگی‌های فنی این بازیکن مستعد است.